# Álvaro Núñez
Álvaro Núñez (Rivera, 11 maggio 1973) è un ex calciatore uruguaiano, di ruolo portiere.